# Nikolaj Rimskij-Korsakov
Nikolaj Andrejevitj Rimskij-Korsakov (Никола́й Андре́евич Ри́мский-Ко́рсаков) (født 18. marts 1844, død 21. juni 1908) var en russisk komponist. Rimskij-Korsakov er kendt for sine operaer og sine symfoniske suiter, navnlig Scheherazade (1888). Han var fascineret af folkemusik og fyldte sin musik med farverige rytmer og friske, muntre melodier og anses at være blandt de mest indflydelsesrige russiske komponister.
Han skrev 16 operaer, hvorfra mange uddrag er blevet særdeles populære som "Humlebiens flugt" fra Tsar Saltan (1900). Endvidere skrev han adskillige orkesterværker og symfonier, herunder Capriccio Espagnol (1887) og Ouverturen til Den store russiske påske.
Han fuldførte og instrumenterede flere værker af Borodin og Mussorgskij, mest kendt er færdiggørelsen af Borodins Fyrst Igor og Musorgskijs Boris Godunov.
Rimskij-Korsakov underviste på Sankt Petersborg Konservatorium, der nu bærer hans navn.

## Baggrund og opvækst
Rimskij-Korsakov blev født i byen Tikhvin 200 kilometer øst for St. Petersborg i en aristokratisk familie med militære og maritime traditioner. Han viste tidligt musikalske evner og fik musikundervisning, men viste ikke større interesse. Til trods for, at han i en ung alder skrev nogen mindre kompositioner, var han som mere interesseret i litteratur end i musik.
Fascineret af havet og ansporet af sin 22 år ældre broder Voin gik han som 12-årig ind som elev i Den kejserlige russiske marines gymnasium og derefter ved en skole for matematik og navigation i St. Petersborg. Herfra tog han i april 1862 afgangseksamen som 18 årig.
Mens han gik på skolen, fik han privat klaverundervisning, hvilket var godkendt af skolens ledelse, hvor broderen Voin var direktør. Skolen håbede, at det ville udvikle hans sociale evner og hjælpe ham med at komme over sin generthed. Gennem denne privatundervisning stiftede han bekendtskab med nyere komponister som Mikhail Glinka og Robert Schumann. Men det var først, da han mødte Milij Balakirev i november 1861, at han for alvor begyndte at koncentrere sig om musik. Balakirev opmuntrede ham til at komponere og underviste ham, når han ikke var i tjeneste.
Gennem Balakirev mødte han også de andre komponister i den gruppe, som senere blev kaldt "De Fem", særlig de to unge komponister César Cui og Modest Musorgskij, hvilket var meget inspirerende for ham. Til trods for at disse komponister endnu var i 20'erne, var de allerede anerkendte med en omfattende produktion og flere opførelser bag sig. Det var gennem dem, han blev opmuntret og inspireret til at skrive sin egen musik. Samtidig aflyste skolen ordningen med klaverundervisning, da den nu ikke længere havde det praktiske formål, som den oprindelig havde haft.
Balakirev fortsatte imidlertid med at opmuntre Rimskij-Korsakov til at komponere videre, og underviste ham i de perioder, hvor han ikke var ude og sejle i tjeneste.

## Virke som komponist
I marinen fuldførte Rimskij-Korsakov sin første symfoni (1861–1865) mens han var på en tre års lang sejlads Jorden rundt. Han havde skrevet tre satser i es-mol, før de afsejlede, og da Balakirev hørte dette, insisterede han på, at Rimskij-Korsakov skulle arbejde videre med dette materiale til trods for, at han manglede formel uddannelse. Rimskij-Korsakov skulle da ud på en to år og otte måneders sejlads og skrev resten, samt orkestrerede denne om bord. Undervejs sendte han noder til Balakirev, når de var i havn, og lejede et piano til at arbejde ved. Rimskij-Korsakovs symfoni blev fremført i december 1865 og blev meget godt modtaget Publikum blev meget overrasket over, at den var skrevet af en marineofficer.
Før han afstod fra videre officerudnævnelser i 1873, fuldførte han også den første version af sit velkendte orkesterstykke Sadko (1867) og operaen Jomfruen fra Pskov (1872). Disse tre værker er blandt flere tidlige værker, som Rimskij-Korsakov reviderede senere i livet. Han blev lærte Aleksandr Borodin og Modest Musorgskij at kende og tilbragte megen tid med dem og med Balakirev, mens de lærte, inspirerede og samarbejdede indbyrdes. Særlig skal Rimskij-Korsakov have været vigtig i Musorgskijs færdiggørelse af operaen Boris Godunov, da de to komponister på denne tid boede sammen. Efter Musorgskijs død i 1881 færdiggjorde Rimskij-Korsakov Musorgskijs opera Khovanstsjina og fik den opført i St. Petersborg i 1886.
Det symfoniske digt Scheherazade er måske en af hans mest kendte store kompositioner, men det er nok interludiet "Humlebiens flugt" fra operaen Zar Saltan, som Rimskij-Korsakov er mest kendt for.

## Virke som professor
I 1871 blev Rimskij-Korsakov professor i komposition og orkestrering ved konservatoriet i St. Petersburg. Den nye ledelse ved konservatoriet ønskede at få nye kræfter ind, og valget faldt da på Rimskij-Korsakov til trods for, at hans gruppe havde været skeptisk over at gøre kunstfag som musik for et akademisk fag. Men Rimskij-Korsakov blev opmuntret af vennerne til at tage denne stilling, selv om han var klar over, at han manglede en del tekniske kundskaber. Han gjorde gode miner og skal have bluffet sig gennem de første år, indtil de nødvendige kundskaber var oparbejdede.
En medvirkende årsag til, at han tog dette professorat, skal have været, at han var klar over, at han efter Jomfruen fra Pskov havde nået så langt, hans kreative evner på dette tidspunkt rakte, og at han havde behov for at udvikle sine tekniske kundskaber indenfor komposition.

## Ægteskab
Med de faste, sikre indtægter, som han fik som professor, vovede Rimskij-Korsakov at stifte egen familie. Han friede til Nadezjda Nikolajevna Purgold, en pianist og komponist fra en af St. Petersborgs aristokratiske familier og en del af kredsen omkring "De fem". Hun var bedre teknisk skolet end han, og hun blev en af hans mest konstruktive kritikere og arrangerede flere af hans værker.

## Synestesi
Rimskij-Korsakovs synestesi var særlig udviklet, en tilstand hvor sanser, som almindeligvis er adskilt, opleves samtidig. I hans tilfælde oplevede han farver som ulige tonearter:
| Toneart | Farve                        |
| ------- | ---------------------------- |
| C       | Hvidt                        |
| D       | Gult                         |
| E (♭)   | Mørk blågråt                 |
| E       | Gnistrende safirblåt         |
| F       | Grønt                        |
| G       | Rig guld                     |
| A       | Rosenfarvet (hvid eller rød) |

## Arv
I sin tid som professor i harmoni og orkestrering ved konservatoriet i St. Petersborg underviste Rimskij-Korsakov flere studenter, som senere blev berømte, og han bidrog til at forme en hel generation af vordende komponister og musikere i Rusland. Han følte sig utilstrækkelig som lærer og mente, at han havde for lidt teknisk træning i komposition. Imidlertid gik han ind i en intens periode med selvstudier, lå et skridt foran sine studenter og blev endelig en akademisk mester. Blandt hans elever var Aleksandr Glasunov, Sergej Prokofjev, Igor Stravinskij, Ottorino Respighi, Witold Maliszewski, Nikolai Malko og Artur Kapp.